# Società Polisportiva Cailungo 2008-2009
Questa voce raccoglie le informazioni riguardanti la Società Polisportiva Cailungo nelle competizioni ufficiali della stagione 2008-2009. 

## Rosa
| N. |                       | Ruolo | Calciatore        |
| -- | --------------------- | ----- | ----------------- |
|    | San Marino (bandiera) | P     | Michele Boschi    |
|    | San Marino (bandiera) | P     | Claudio Guerra    |
|    | San Marino (bandiera) | P     | Mauro Masini      |
|    | San Marino (bandiera) | P     | Alessandro Selva  |
|    | San Marino (bandiera) | D     | Alberto Benigni   |
|    | San Marino (bandiera) | D     | Enea Ciavatta     |
|    | San Marino (bandiera) | D     | John Ercolani     |
|    | San Marino (bandiera) | D     | Matteo Felici     |
|    | San Marino (bandiera) | D     | Gabriele Lotti    |
|    | San Marino (bandiera) | D     | Paolo Raschi      |
|    | San Marino (bandiera) | D     | Ermanno Zonzini   |
|    | San Marino (bandiera) | C     | Marcello Belluzzi |
|    | San Marino (bandiera) | C     | Marco Berardi     |
|    | San Marino (bandiera) | C     | Davide Bernardini |
|    | San Marino (bandiera) | C     | Daniele Berti     |
|    | San Marino (bandiera) | C     | Nicolò Briganti   |

| N. |                       | Ruolo | Calciatore         |
| -- | --------------------- | ----- | ------------------ |
|    | San Marino (bandiera) | C     | Giancarlo Falcone  |
|    | San Marino (bandiera) | C     | Stefano Latino     |
|    | San Marino (bandiera) | C     | Andrea Manuzzi     |
|    | San Marino (bandiera) | C     | Gianluca Metalli   |
|    | San Marino (bandiera) | C     | Gianluca Micheloni |
|    | San Marino (bandiera) | C     | Luciano Molinari   |
|    | San Marino (bandiera) | C     | Giorgio Moroni     |
|    | San Marino (bandiera) | C     | Andrea Muscioni    |
|    | San Marino (bandiera) | C     | Davide Schiaratura |
|    | San Marino (bandiera) | A     | Lorenzo Boschi     |
|    | San Marino (bandiera) | A     | Alessandro Guidi   |
|    | San Marino (bandiera) | A     | Thomas Romani      |
|    | San Marino (bandiera) | A     | Francesco Rossi    |
|    | San Marino (bandiera) | A     | Andrea Succi       |
|    | San Marino (bandiera) | A     | Davide Schiaratura |